# Leptodictyum campicola
Leptodictyum campicola là một loài Rêu trong họ Amblystegiaceae. Loài này được (Müll. Hal.) Broth. mô tả khoa học đầu tiên năm 1925.